# Női kosárlabdatorna a 2017. évi nyári európai ifjúsági olimpiai fesztiválon
A 2017. évi nyári európai ifjúsági olimpiai fesztiválon a női kosárlabda-mérkőzéseket július 24. és 29. között rendezték Győrben, a Széchenyi István Egyetem Kiscsarnokában.

## Érmesek
| A 2017. évi nyári európai ifjúsági olimpiai fesztivál érmesei női kosárlabdában | A 2017. évi nyári európai ifjúsági olimpiai fesztivál érmesei női kosárlabdában | A 2017. évi nyári európai ifjúsági olimpiai fesztivál érmesei női kosárlabdában | A 2017. évi nyári európai ifjúsági olimpiai fesztivál érmesei női kosárlabdában |
| --- | --- | --- | ------------------------------------------------------------------------------- |
| Arany | Ezüst | Bronz |                                                                                 |
| Spanyolország · Sancho Aitana Vergara · Melchor Helena Pueyo · Camps Laura Mendez · Batet Nora Galve · Ortiz Zoe Hernandez · Rovira Estel Puiggros · Monreal Nerea Hermosa · Sanchez Ana Caballero · Quintana Raquel Carrera · Ramirez Anna Gamarra · Mateo Marta Garcia · Ramio Julia Soler | Magyarország · Budacsik Dorottya Eszter · Boros Júlia · Angyal Barbara · Vincze Nikolett · Vári Zita · Varga Aliz · Dombai Réka · Wentzel Nóra · Szirony Dorina · Mányoky Réka · Tóth Franka Emília · Madár Eszter | Törökország · Fatmanur Karakas · Derin Erdogan · Goksen Fitik · Duygu Ozen · Sugranur Hatice Sonmez · Suzan Kinran · Feride Sevval Akalan · Miray Balotu · Elif Bayram · Zeynep Sevval Gul · Nisa Yalcin |                                                                                 |

## Csoportkör

### A csoport
| Csapat       | M | Gy | V | P+  | P–  | Pk  | P |
| ------------ | - | -- | - | --- | --- | --- | - |
| Magyarország | 3 | 3  | 0 | 217 | 142 | +75 | 6 |
| Németország  | 3 | 2  | 1 |     |     |     | 5 |
| Litvánia     | 3 | 1  | 2 |     |     |     | 4 |
| Csehország   | 3 | 0  | 3 |     |     |     | 3 |

| 2017. július 24. 12:15 | Csehország                                          | 55–57 | Litvánia         | Széchenyi István Egyetem, · Győr, Magyarország · Játékvezetők: Baki K. TUR |
| 2017. július 24. 12:15 | (13 - 13, 13 - 21, 14 - 11, 15 - 12) ] Jegyzőkönyv] |       |                  | Széchenyi István Egyetem, · Győr, Magyarország · Játékvezetők: Baki K. TUR |
| 2017. július 24. 12:15 | Anna Patorkova 13                                   | Pont  | Saule Kaupyte 19 | Széchenyi István Egyetem, · Győr, Magyarország · Játékvezetők: Baki K. TUR |

| 2017. július 24. 16:45 | Magyarország                                      | 60–45 | Németország                        | Széchenyi István Egyetem, · Győr, Magyarország · Játékvezetők: Mendoza-Holgado E. ESP |
| 2017. július 24. 16:45 | (18 - 8, 12 - 20, 14 - 4, 16 - 13) ] Jegyzőkönyv] |       |                                    | Széchenyi István Egyetem, · Győr, Magyarország · Játékvezetők: Mendoza-Holgado E. ESP |
| 2017. július 24. 16:45 | Angyal Barbara 10 Wentzel Nóra 10                 | Pont  | Elea Kristana Dede Karlita Gaba 13 | Széchenyi István Egyetem, · Győr, Magyarország · Játékvezetők: Mendoza-Holgado E. ESP |

| 2017. július 25. 12:15 | Litvánia                                        | 50–75 | Németország      | Széchenyi István Egyetem, · Győr, Magyarország · Játékvezetők: M. Manniste EST |
| 2017. július 25. 12:15 | (14 - 23, 7 - 17, 17 - 15, 12 - 20) Jegyzőkönyv |       |                  | Széchenyi István Egyetem, · Győr, Magyarország · Játékvezetők: M. Manniste EST |
| 2017. július 25. 12:15 | Simona Visockaite 14                            | Pont  | Emily Bessoir 17 | Széchenyi István Egyetem, · Győr, Magyarország · Játékvezetők: M. Manniste EST |

| 2017. július 25. 19:00 | Magyarország                                   | 87–38 | Csehország        | Széchenyi István Egyetem, · Győr, Magyarország · Játékvezetők: K. Katic CRO |
| 2017. július 25. 19:00 | (25 - 3, 19 - 14, 21 - 13, 22 - 8) Jegyzőkönyv |       |                   | Széchenyi István Egyetem, · Győr, Magyarország · Játékvezetők: K. Katic CRO |
| 2017. július 25. 19:00 | Varga Aliz 29                                  | Pont  | Anna Merhautova 9 | Széchenyi István Egyetem, · Győr, Magyarország · Játékvezetők: K. Katic CRO |

| 2017. július 26. 14:30 | Litvánia                                        | 59–70 | Magyarország      | Széchenyi István Egyetem, · Győr, Magyarország · Játékvezetők: K. Baki TUR |
| 2017. július 26. 14:30 | (19 - 20, 15 - 22, 11 - 21, 14 - 7) Jegyzőkönyv |       |                   | Széchenyi István Egyetem, · Győr, Magyarország · Játékvezetők: K. Baki TUR |
| 2017. július 26. 14:30 | Simona Visockaite 14                            | Pont  | Angyal Barbara 17 | Széchenyi István Egyetem, · Győr, Magyarország · Játékvezetők: K. Baki TUR |

| 2017. július 26. 19:00 | Németország                                    | 90–37 | Csehország        | Széchenyi István Egyetem, · Győr, Magyarország · Játékvezetők: K. Katic CRO |
| 2017. július 26. 19:00 | (20 - 9, 30 - 14, 17 - 11, 23 - 3) Jegyzőkönyv |       |                   | Széchenyi István Egyetem, · Győr, Magyarország · Játékvezetők: K. Katic CRO |
| 2017. július 26. 19:00 | Emily Bessoir 21                               | Pont  | Tereza Kralova 13 | Széchenyi István Egyetem, · Győr, Magyarország · Játékvezetők: K. Katic CRO |

### B csoport
| Csapat           | M | Gy | V | P+ | P– | Pk | P |
| ---------------- | - | -- | - | -- | -- | -- | - |
| Spanyolország    | 3 | 3  | 0 |    |    |    | 6 |
| Törökország      | 3 | 2  | 1 |    |    |    | 5 |
| Fehéroroszország | 3 | 1  | 2 |    |    |    | 4 |
| Olaszország      | 3 | 0  | 3 |    |    |    | 3 |

| 2017. július 24. 14:30 | Fehéroroszország                                    | 76–85 | Törökország    | Széchenyi István Egyetem, · Győr, Magyarország · Játékvezetők: Vavrova V. CZE |
| 2017. július 24. 14:30 | (17 - 18, 14 - 26, 27 - 21, 18 - 20) ] Jegyzőkönyv] |       |                | Széchenyi István Egyetem, · Győr, Magyarország · Játékvezetők: Vavrova V. CZE |
| 2017. július 24. 14:30 | Yuliya Vasilevich 18                                | Pont  | Nisa Yalcin 16 | Széchenyi István Egyetem, · Győr, Magyarország · Játékvezetők: Vavrova V. CZE |

| 2017. július 24. 19:00 | Spanyolország                                     | 85–43 | Olaszország  | Széchenyi István Egyetem, · Győr, Magyarország · Játékvezetők: Praksch P. HUN |
| 2017. július 24. 19:00 | (23 - 15, 26 - 8, 23 - 13, 13 - 7) ] Jegyzőkönyv] |       |              | Széchenyi István Egyetem, · Győr, Magyarország · Játékvezetők: Praksch P. HUN |
| 2017. július 24. 19:00 | Mateo Marta Garcia 14                             | Pont  | Anna Turel 9 | Széchenyi István Egyetem, · Győr, Magyarország · Játékvezetők: Praksch P. HUN |

| 2017. július 25. 14:30 | Törökország                                    | 70–42 | Olaszország           | Széchenyi István Egyetem, · Győr, Magyarország · Játékvezetők: S. Bitner GER |
| 2017. július 25. 14:30 | (11 - 19, 13 - 3, 17 - 2, 29 - 18) Jegyzőkönyv |       |                       | Széchenyi István Egyetem, · Győr, Magyarország · Játékvezetők: S. Bitner GER |
| 2017. július 25. 14:30 | Zeynep Sevval Gul 14                           | Pont  | Franceska Leonardi 12 | Széchenyi István Egyetem, · Győr, Magyarország · Játékvezetők: S. Bitner GER |

| 2017. július 25. 16:45 | Spanyolország                                  | 115–37 | Fehéroroszország                       | Széchenyi István Egyetem, · Győr, Magyarország · Játékvezetők: G. Gedvilas LTU |
| 2017. július 25. 16:45 | (34 - 9, 25 - 10, 24 - 8, 32 - 10) Jegyzőkönyv |        |                                        | Széchenyi István Egyetem, · Győr, Magyarország · Játékvezetők: G. Gedvilas LTU |
| 2017. július 25. 16:45 | Mateo Marta Garcia 18                          | Pont   | Yuliya Vasilevich 12 Iryna Venskaya 12 | Széchenyi István Egyetem, · Győr, Magyarország · Játékvezetők: G. Gedvilas LTU |

| 2017. július 26. 12:15 | Törökország                                      | 58–83 | Spanyolország        | Széchenyi István Egyetem, · Győr, Magyarország · Játékvezetők: M. Manniste EST |
| 2017. július 26. 12:15 | (12 - 23, 15 - 22, 16 - 27, 15 - 11) Jegyzőkönyv |       |                      | Széchenyi István Egyetem, · Győr, Magyarország · Játékvezetők: M. Manniste EST |
| 2017. július 26. 12:15 | Goksen Fitik 12                                  | Pont  | Ramio Julia Soler 14 | Széchenyi István Egyetem, · Győr, Magyarország · Játékvezetők: M. Manniste EST |

| 2017. július 26. 16:45 | Olaszország                                     | 64–73 | Fehéroroszország     | Széchenyi István Egyetem, · Győr, Magyarország · Játékvezetők: J. Barkauskas LTU |
| 2017. július 26. 16:45 | (23 - 12, 8 - 23, 14 - 22, 19 - 16) Jegyzőkönyv |       |                      | Széchenyi István Egyetem, · Győr, Magyarország · Játékvezetők: J. Barkauskas LTU |
| 2017. július 26. 16:45 | Laura Gatti 18                                  | Pont  | Yuliya Vasilevich 23 | Széchenyi István Egyetem, · Győr, Magyarország · Játékvezetők: J. Barkauskas LTU |

## Az 5–8. helyért
| 2017. július 28. 12:15 | Litvánia                                        | 65–62 | Olaszország        | Széchenyi István Egyetem, · Győr, Magyarország · Játékvezetők: J. Vida HUN |
| 2017. július 28. 12:15 | (18 - 14, 22 - 19, 17 - 11, 8 - 18) Jegyzőkönyv |       |                    | Széchenyi István Egyetem, · Győr, Magyarország · Játékvezetők: J. Vida HUN |
| 2017. július 28. 12:15 | Dovile Jankauskaite 21                          | Pont  | Chiara Grattini 16 | Széchenyi István Egyetem, · Győr, Magyarország · Játékvezetők: J. Vida HUN |

| 2017. július 28. 14:30 | Fehéroroszország                                 | 68–72 | Csehország                            | Széchenyi István Egyetem, · Győr, Magyarország · Játékvezetők: P. Praksch HUN |
| 2017. július 28. 14:30 | (23 - 19, 14 - 18, 14 - 19, 17 - 06) Jegyzőkönyv |       |                                       | Széchenyi István Egyetem, · Győr, Magyarország · Játékvezetők: P. Praksch HUN |
| 2017. július 28. 14:30 | Yuliya Vasilevich 19                             | Pont  | Anna Patorkova 13 Tereza Poganyova 13 | Széchenyi István Egyetem, · Győr, Magyarország · Játékvezetők: P. Praksch HUN |

### A 7. helyért
| 2017. július 29. 11:00 | Olaszország                                      | 65–56 | Fehéroroszország  | Széchenyi István Egyetem, Győr, Magyarország |
| 2017. július 29. 11:00 | (16 - 10, 16 - 22, 14 - 14, 19 - 10) Jegyzőkönyv |       |                   | Széchenyi István Egyetem, Győr, Magyarország |
| 2017. július 29. 11:00 | Anna Turel 16                                    | Pont  | Iryna Venskaya 18 | Széchenyi István Egyetem, Győr, Magyarország |

### Az 5. helyért
| 2017. július 29. 13:15 | Litvánia                                        | 67–55 | Csehország          | Széchenyi István Egyetem, Győr, Magyarország |
| 2017. július 29. 13:15 | (24 - 16, 15 - 6, 13 - 18, 15 - 15) Jegyzőkönyv |       |                     | Széchenyi István Egyetem, Győr, Magyarország |
| 2017. július 29. 13:15 | Agnese Garcinskaite 15                          | Pont  | Tereza Poganyova 16 | Széchenyi István Egyetem, Győr, Magyarország |

## Elődöntők
| 2017. július 28. 16:45 | Magyarország                                     | 65–57 | Törökország     | Széchenyi István Egyetem, · Győr, Magyarország · Játékvezetők: K. Katic CRO |
| 2017. július 28. 16:45 | (11 - 21, 18 - 12, 12 - 13, 24 - 11) Jegyzőkönyv |       |                 | Széchenyi István Egyetem, · Győr, Magyarország · Játékvezetők: K. Katic CRO |
| 2017. július 28. 16:45 | Angyal Barbara 16                                | Pont  | Goksen Fitik 20 | Széchenyi István Egyetem, · Győr, Magyarország · Játékvezetők: K. Katic CRO |

| 2017. július 28. 19:00 | Spanyolország                                 | 44–39 | Németország           | Széchenyi István Egyetem, · Győr, Magyarország · Játékvezetők: G. Gedvilas LTU |
| 2017. július 28. 19:00 | (12 - 12, 16 - 8, 4 - 9, 12 - 10) Jegyzőkönyv |       |                       | Széchenyi István Egyetem, · Győr, Magyarország · Játékvezetők: G. Gedvilas LTU |
| 2017. július 28. 19:00 | Ortiz Zoe Hernandez 9                         | Pont  | Magdalena Landwehr 12 | Széchenyi István Egyetem, · Győr, Magyarország · Játékvezetők: G. Gedvilas LTU |

## Bronzmérkőzés
| 2017. július 29. 15:30 | Törökország                                     | 63–58 | Németország      | Széchenyi István Egyetem, Győr, Magyarország |
| 2017. július 29. 15:30 | (18 - 17, 13 - 8, 16 - 20, 16 - 13) Jegyzőkönyv |       |                  | Széchenyi István Egyetem, Győr, Magyarország |
| 2017. július 29. 15:30 | Goksen Fitik 20                                 | Pont  | Emily Bessoir 20 | Széchenyi István Egyetem, Győr, Magyarország |

## Döntő
| 2017. július 29. 17:45 | Magyarország                                     | 57–73 | Spanyolország              | Széchenyi István Egyetem, Győr, Magyarország |
| 2017. július 29. 17:45 | (14 - 19, 15 - 18, 13 - 21, 15 - 15) Jegyzőkönyv |       |                            | Széchenyi István Egyetem, Győr, Magyarország |
| 2017. július 29. 17:45 | Angyal Barbara 10                                | Pont  | Quintana Raquel Carrera 18 | Széchenyi István Egyetem, Győr, Magyarország |

## Végeredmény
| Helyezés | Csapat           | M | Gy | V | P+ | P– | Pk | P |  |
| -------- | ---------------- | - | -- | - | -- | -- | -- | - |  |
| Arany    | Spanyolország    | 5 |    |   |    |    |    |   |  |
| Ezüst    | Magyarország     | 5 |    |   |    |    |    |   |  |
| Bronz    | Törökország      | 5 |    |   |    |    |    |   |  |
| 4.       | Németország      | 5 |    |   |    |    |    |   |  |
|          |                  |   |    |   |    |    |    |   |  |
| 5.       | Litvánia         | 5 |    |   |    |    |    |   |  |
| 6.       | Csehország       | 5 |    |   |    |    |    |   |  |
| 7.       | Olaszország      | 5 |    |   |    |    |    |   |  |
| 8.       | Fehéroroszország | 5 |    |   |    |    |    |   |  |